# Methansulfonylchlorid
Methansulfonsäurechlorid (auch Mesylchlorid, oft abgekürzt Ms–Cl) ist das Säurechlorid der Methansulfonsäure.

## Herstellung
Durch Umsetzung von Methansulfonsäure mit Thionylchlorid.
{\displaystyle \mathrm {CH_{3}SO_{2}OH+SOCl_{2}\rightarrow CH_{3}SO_{2}Cl+HCl+SO_{2}} }

## Eigenschaften
Methansulfonylchlorid ist eine gelbe, nur sehr schwer entzündliche Flüssigkeit mit stechendem Geruch, welche praktisch unlöslich in Wasser ist, sich in diesem jedoch zersetzt. Sie hat eine dynamische Viskosität von 1,97 mPa·s bei 25 °C.

## Verwendung
Methansulfonsäurechlorid wird häufig als Reagenz bei der organischen Synthese eingesetzt. In der Regel lassen sich bei nucleophilen Substitutionen Hydroxygruppen von Alkoholen nicht direkt ersetzen. Deshalb wird der Alkohol zunächst mit Methansulfonylchlorid zum Methansulfonsäureester (Mesylat) umgesetzt. Das Mesylat ist eine sehr gute Abgangsgruppe und kann in der Regel durch ein Nucleophil substituiert werden.